# زبان یهودی-گرجی
زبان یهودی-گرجی (گرجی: ყივრული ენა) (همچنین به نام‌های کیورولی و گروزینیک شناخته می‌شود) گویش سنتی گرجی است که توسط یهودیان گرجستان، جامعه یهودی باستان ملت قفقاز گرجستان صحبت می‌شود.

## ارتباط با زبان‌های دیگر
یهودی-گرجی تنها گویش یهودی از زبان‌های کارتولی است. وضعیت آن به عنوان یک زبان متمایز از زبان گرجی مورد بحث قرار دارد.
به استثنای تعداد قابل توجهی از وام‌واژه‌های عبری و آرامی، گفته می‌شود که این زبان عمدتاً با زبان گرجی قابل درک است.

## گسترش
یهودی-گرجی تقریباً ۸۵۰۰۰ سخنران دارد. این شامل ۲۰٬۰۰۰ سخنران در گرجستان (حدود سال ۱۹۹۵) و حدود ۵۹٬۸۰۰ سخنران در اسرائیل (سال ۲۰۰۰).) این زبان تقریباً ۴۰۰۰ گوینده در نیویورک و تعداد نامشخصی در جوامع دیگر در ایالات متحده، روسیه، بلژیک و کانادا دارد.

## وضعیت
یهودی-گرجی مانند بسیاری از زبانهای یهودی که در آنجا صحبت می‌شود در اسرائیل رو به زوال است. وضعیت آن در گرجستان خود تغییر نکرده‌است، مگر به دلیل کاهش سریع جامعه زبان، به دلیل مهاجرت از دهه ۱۹۷۰، که ۸۰٪ از جامعه را ترک کرده‌است. مطالعات معتبر ادامه استفاده از آن توسط سایر جوامع خارج از یهودیان گرجستان انجام نشده‌است.